# Achryson unicolor
Achryson unicolor är en skalbaggsart som beskrevs av Bruch 1908. Achryson unicolor ingår i släktet Achryson och familjen långhorningar.
Artens utbredningsområde är:
- Paraguay.
- Uruguay.

Inga underarter finns listade i Catalogue of Life.